# Cashmere (альбом Cashmere)
Cashmere (с англ. — «Кашмир») — второй альбом одноимённой группы, выпущенный в 1985 году компанией Philly World Records (и распространяемый Atlantic Records). В этот альбом также вошёл их предыдущий хит 1984 года «Can I?».

## Приём критиков
Крейг Лайтл из AllMusic утверждал, что: «с быстрым развитием студийных ухищрений и клавишных технологий, Cashmere жертвуют аутентичностью настоящих инструментов. Тем не менее, они остаются верны вокальности своей музыки».

## Список треков
| №  | Название            | Авторы/Исполнители                 | Длительность |
| -- | ------------------- | ---------------------------------- | ------------ |
| 1. | «Can I»             | Д. Робинсон / М. Хортон / М. Форте | 6:27         |
| 2. | «Someone Like You»  | Л. Барри / М. Хортон               | 6:04         |
| 3. | «Fascination»       | Л. Барри / М. Хортон / М. Форте    | 5:10         |
| 4. | «You're All I Need» | Д. Дьюкс                           | 4:18         |

| №  | Название                | Авторы/Исполнители                          | Длительность |
| -- | ----------------------- | ------------------------------------------- | ------------ |
| 1. | «We Need Love»          | М. Хортон / М. Форте                        | 4:45         |
| 2. | «Keep Me Up»            | Д. Берджи / Д. Робинсон / Д. Дьюкс          | 5:47         |
| 3. | «Cutie Pie»             | Л. Барри / М. Хортон / Р. Брумфилд          | 4:18         |
| 4. | «Don't Keep Me Waiting» | Д. Берджи / Д. Дьюкс / М. Хортон / М.Хортон | 4:19         |

## Авторы и исполнители
| «Can I» - Брюс Уиден — сведение, солист, электрогитара - Дональд Р. Робинсон — ритм-аранжировка - Деннис Ричардсон, Юджин Карри — синтезатор - Продюсер, ритм-аранжировка — Бобби Эли «Someone Like You» - Дональд Р. Робинсон — аранжировка ритма - Брюс Уиден — сведение - Деннис Ричардсон, Юджин Карри — синтезатор - Продюсер, аранжировка ритма — Бобби Эли «Fascination» (вокал) - Рон Дин Миллер — продюсер, ритм-аранжировка, бэк-вокал - Дональд Р. Робинсон — ритм-аранжировка - Крис Келлоу — синтезатор - Брюс Уиден — микширование | «Spasticus Autisticus» (версия) - Дуг Грисби — бас-гитара - Джек Фейт — аранжировка струнных - Дон Ренальдо — струнные - Дональд Р. Робинсон, Майкл Форте — аранжировка ритма, продюсер «We Need Love» - Дон Ренальдо — струнные - Норман Харрис — аранжировка струнных - Крис Келлоу — синтезатор - Рон Дин Миллер — продюсер, аранжировка ритма, бэк-вокал «Keep Me Up» - Вилли Уильямс — солист, саксофон - Дональд Р. Робинсон, Майкл Форте — продюсер «Cutie Pie» - Банни Сиглер — ритм-аранжировка, продюсер «Don’t Keep Me Waiting» - Дональд Р. Робинсон — аранжировка ритма - Дэрил Берджи — перкуссия - Майкл Форте — продюсер |

## Результаты в чартах
| Чарт (1985)                 | Высшая позиция |
| --------------------------- | -------------- |
| США, Top R&B/Hip-Hop Albums | 49             |
| UK Albums Chart             | 63             |